# Marțian

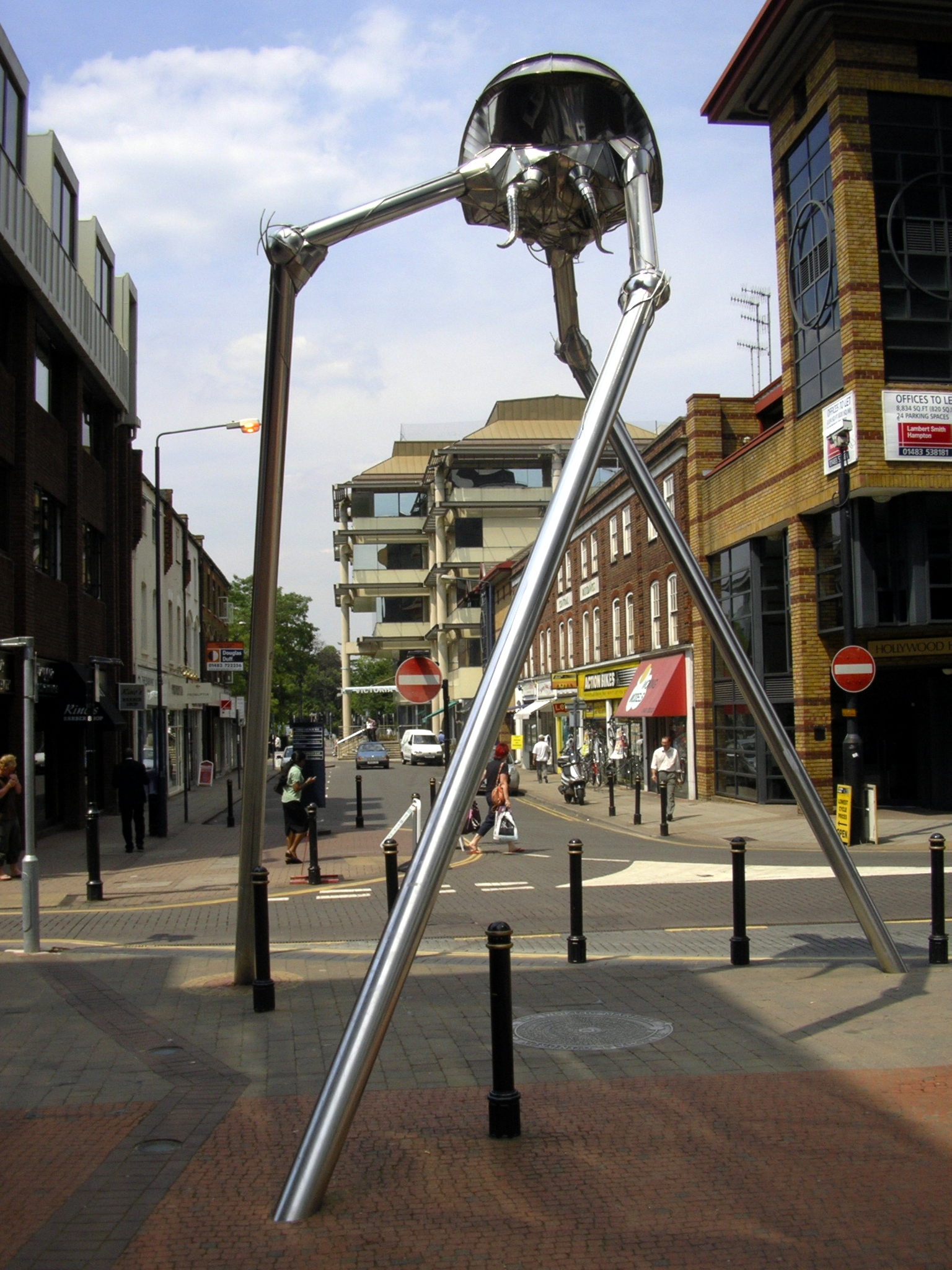
Sculptura unui tripod marțial wellsian în orașul Woking din Anglia

Un marțian, cunoscut popular, adesea, ca omuleț verde, este un locuitor nativ fictiv al planetei Marte. Deși căutarea de dovezi cu privire la viața pe Marte continuă, mulți scriitori de literatură științifico-fantastică și-au imaginat cum ar putea fi viața extraterestră pe Marte. Unii scriitori folosesc, de asemenea, cuvântul marțian pentru a descrie un colonist uman al planetei Marte.

## Marțienii în ficțiune
Primele menționări cunoscute ale cuvântului „marțian”, folosit ca substantiv în loc de adjectiv, datează de la sfârșitul anului 1877. Cuvântul a fost folosit în câteva articole apărute aproape simultan în reviste din Anglia și Statele Unite ale Americii, în care s-a detaliat descoperirea de către Asaph Hall a sateliților planetei Marte în luna august a acelui an.
Următorul eveniment care a inspirat folosirea substantivului marțian într-o lucrare tipărită a fost Expoziție Internațională de Electricitate, care a fost găzduită la Paris în anul 1881. În timpul celor patru luni de expoziție, mulți oameni au vizitat-o pentru a asista la prezentarea unor minuni tehnologice precum becul incandescent și telefonul. Un vizitator venit de departe s-a întrebat ce fel de lume ar putea produce astfel de inovații în următorii 200 de ani. Scriind anonim, el/ea a adunat câteva speculații într-un eseu intitulat „The Year of Grace 2081”, care s-a bucurat de o largă circulație. Marțienii apar mai târziu în narațiune. Într-o pauză a conflictului internațional de pe Pământ, oamenii încep o serie de comunicații cu marțienii. „După o scurtă perioadă de timp în care a avut un schimb de mesaje politicoase”, a scris eseistul, oamenii vor decide să se războiască cu marțienii pentru un pretext oarecare de onoare. Războiul care urmează va avea urmări cataclismice:
„[Oamenii] își vor uni toate energiile pentru fabricarea motoarelor mamut care vor descărca oceane de apă, metal și foc chiar pe suprafața planetei Marte. În schimb, marțienii vor arunca aeroliți de trei mii de tone, care vor sparge munți întregi din Himalaya și vor face o groapă mare acolo unde există acum Mont Blanc-ul.”
Romanul Aleriel, or A Voyage to Other Worlds (1883) al lui W. S. Lach-Szyrma a fost considerat anterior a fi prima operă literară publicată care a folosit cuvântul marțian ca substantiv. Utilizarea este întâmplătoare într-un pasaj care descrie cum Aleriel, protagonistul romanului, coboară pe Marte cu o navetă spațială, numită „eter-mașină” (o aluzie la eter, care a fost odată considerat ca un mediu gazos în spațiul cosmic). Aleriel îngroapă mașina în zăpadă „astfel încât să nu fie deranjată de nici un marțian care ar putea da de ea din întâmplare”.

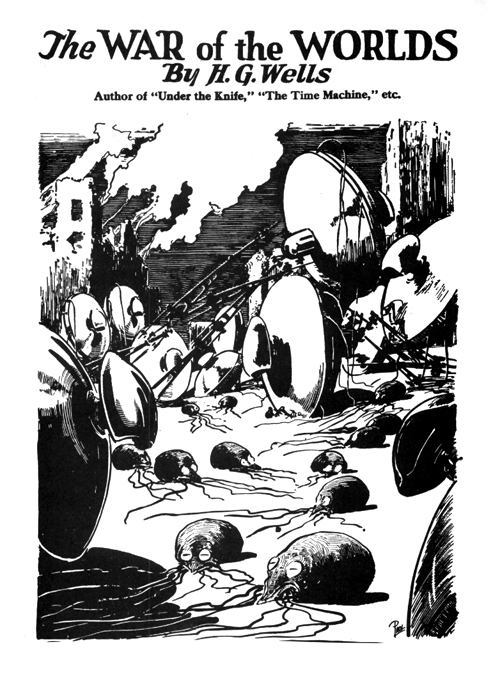
Războiul lumilor retipărit în numărul din august 1927 al revistei Amazing Stories

La cincisprezece ani după Aleriel, romanul de referință Războiul lumilor (1898) al lui H.G. Wells a fost publicat de William Heinemann, Ltd., care era atunci o editură relativ nouă. Romanul a fost revizuit de mai multe ori
și a fost tradus în numeroase limbi străine. În acest roman marțienii sunt descriși ca o rasă avansată tehnologic de extratereștri, asemănători ca aspect cu caracatițele, care invadează Pământul pentru că Marte devine treptat prea rece pentru a mai putea să susțină viața. Sfârșitul marțienilor este cauzat de o vulnerabilitate fatală la infecțiile microbiene pământene.
Deși substantivul marțian poate descrie orice organism de pe Marte, aceste lucrări și cele de mai târziu îi vor imagina pe marțieni ca fiind o monocultură umanoidă. Marțian este mai asemănător, în acest sens, cu cuvântul om decât cu cuvântul pământean. (Puțini scriitori descriu un Marte caracterizat prin biodiversitate.) În literatura științifico-fantastică marțienii sunt imaginați în mod stereotip într-una sau mai multe dintre următoarele moduri: ca invadatori extratereștri; ca umanoizi cu o civilizație care seamănă cu civilizația pământeană; ca animale antropomorfe; ca ființe cu puteri supranaturale; ca umanoizi cu o inteligență mai scăzută decât cea a oamenilor; drept coloniști umani care adoptă o identitate marțiană; și/sau ca o rasă pe cale de dispariție care posedă o inteligență superioară.

### Marțienii ca invadatorii ai Pământului

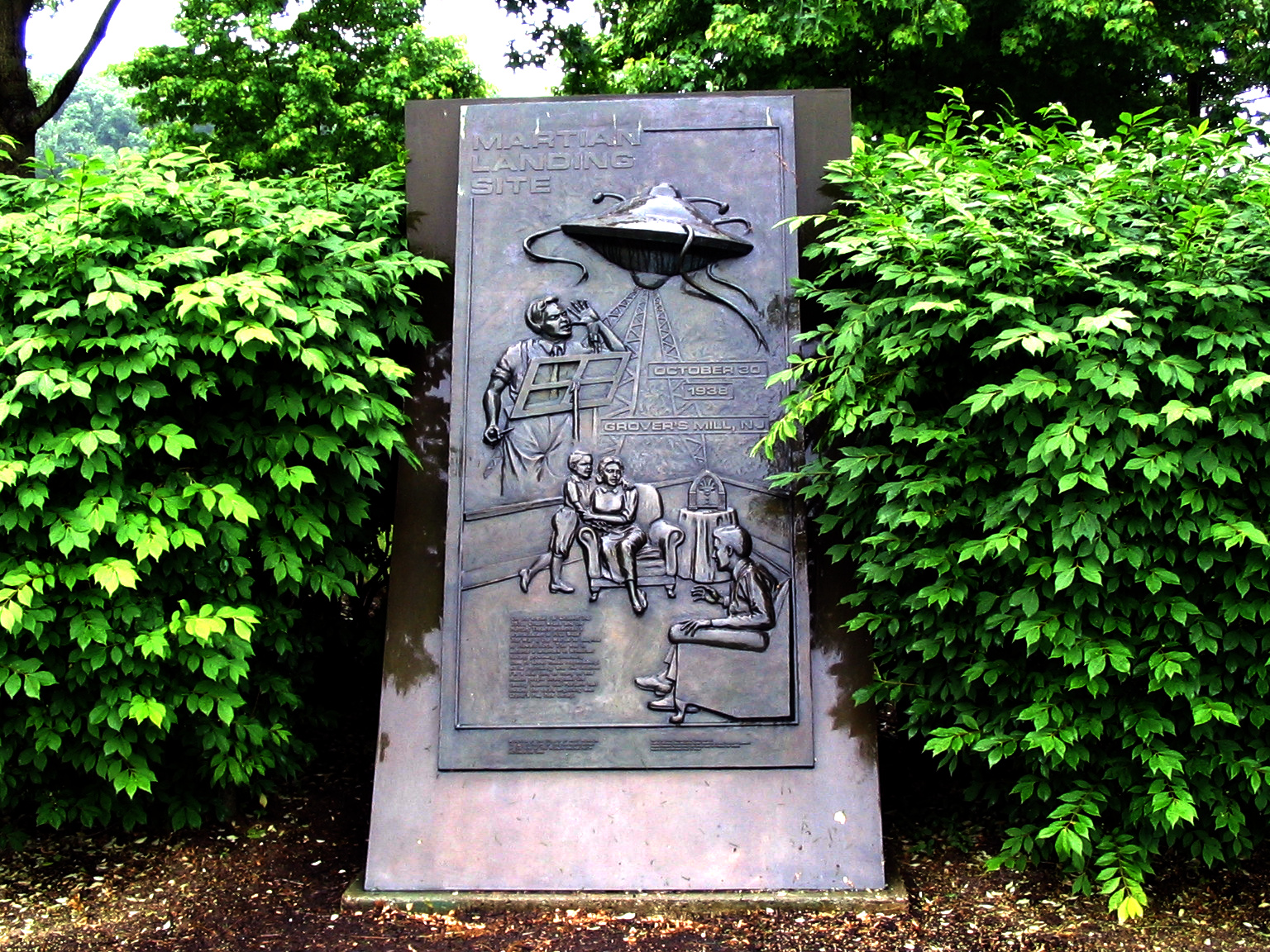
Monumentul locului de aterizare a marțienilor din West Windsor, New Jersey rememorează transmisia din 1938 a adaptării radiofonice a romanului Războiul lumilor, în care West Windsor este primul loc de aterizare al invadatorilor marțieni. Mulți ascultători au crezut că transmisia adaptării era de fapt un raport de știri.

Romanul Războiul lumilor (1898) al lui H.G. Wells și diversele sale adaptări au avut o influență extraordinară asupra scriitorilor de literatură științifico-fantastică pentru mai mult de 100 de ani. Marțienii lui Wells sunt o specie avansată tehnologic, care are o civilizație antică. Ei seamănă oarecum cu cefalopode, având corpuri maro mari și voluminoase și șaisprezece tentacule subțiri ca șerpii, în jurul unei guri în formă de V; mașinile de luptă înalte, sprijinite pe trei picioare, asamblate de marțieni imediat după aterizare, ucid totul în calea lor. Invadarea Pământului este cauzată de răcirea planetei Marte, care-i determină pe marțieni să caute o planetă mai caldă pentru a trăi. Marțienii atacă orașele din sudul Angliei, inclusiv Londra, cu o rază de foc letală trasă dintr-un braț articulat atașat la trepiedele lor; de asemenea, ei folosesc arme chimice, cu un gaz otrăvitor „negru ca fumul” lansat dintr-un fel de tuburi. Omenirea este salvată de bacteriile de pe Pământ, care-i ucid pe marțieni într-un interval de trei săptămâni de la aterizarea lor pe Pământ.
În romanul SF Primii și ultimii oameni (1930) Olaf Stapledon revizuiește tema wellsiană a invaziei marțienilor. Romanul rezumă o perioadă de zeci de mii de ani de invazii și războiul dintre marțieni și oameni. În cele din urmă, oamenii distrug imperiul marțian.
Filmul Invadatori din Marte (1953) al lui William Cameron Menzies conferă omuleților verzi un aspect tentacular wellsian și imaginează o inteligență superioară marțiană care-i înrobește pe mutanții umanoizi verzi și înalți. Remake-ul filmului, realizat de Tobe Hooper, a fost lansat în 1986.
În romanul umoristic Marțieni, cărați-vă acasă (1955) Fredric Brown parodiază invazia wellsiană și îi prezintă pe invadatorii marțieni ca pe niște oaspeți mitocani, cu motive ascunse. Brown folosește, de asemenea, expresia „omuleții verzi” pentru a-i descrie pe enervanții marțieni.
În filmul de comedie Spaced Invaders (1990), un grup de marțieni invadează un oraș din Vestul mijlociu al Statelor Unite ale Americii în timpul redifuzării dramatizării radiofonice de către Orson Welles a Războiului lumilor.
În episodul „Will the Real Martian Please Stand Up?” (1961) al serialului TV Zona crepusculară, marțienii încearcă să colonizeze Pământul, dar sunt împiedicați de venusieni. Aici, marțienii sunt deghizați în oameni, dar spre finalul episodului se observă că ei au trei ochi.

### Marțienii ca umanoizi civilizați
Frații Jim Thomas și John Thomas au colaborat cu Graham Yost la scrierea scenariului filmului Misiune pe Marte (Mission to Mars, 2000), un film care-i prezintă pe marțieni ca ființe umanoide înalte, feminine și pașnice care au părăsit Marte pentru a evita consecințele dezastruoase cauzate de ciocnirea planetei cu un meteorit masiv.

### Coloniștii umani pe Marte
În romanul Martian Time-Slip (1964) al lui Philip K. Dick o colonie umană de pe Marte încearcă să se adapteze condițiilor grele de mediu. Ei tratează o rasă aborigenă, pe care o numesc „Bleekmen”, cu un ușor rasism. În Cele trei stigmate ale lui Palmer Eldritch (1965) Marte nu are o viață indigenă. Pentru a face față habitatului steril, coloniștii umani abuzează de droguri precum „Can-D” și „Chew-Z”.
Dick publicase anterior, în 1963, o versiune mai scurtă a povestirii, numită All We Marsmen. La fel ca și Stea dublă a lui Heinlein, All We Marsmen a fost scrisă într-o epocă a istoriei SUA când multe grupuri marginalizate luptau cu înfocare pentru mai multe drepturi civile. Președintele american Lyndon B. Johnson a promulgat Legea drepturilor civile la 2 iulie 1964.
Total Recall (1990) este un film de acțiune științifico-fantastică despre un muncitor în construcții aparent banal care se dovedește a fi un luptător pentru libertate de pe Marte, căruia serviciile secrete marțiene i-au șters memoria și l-au relocat apoi pe Pământ. Mai târziu, el află de existența unui artefact extraterestru care dovedește că Marte a fost locuit înainte de a fi colonizat de oameni.

### Marțienii ca o rasă pe cale de dispariție

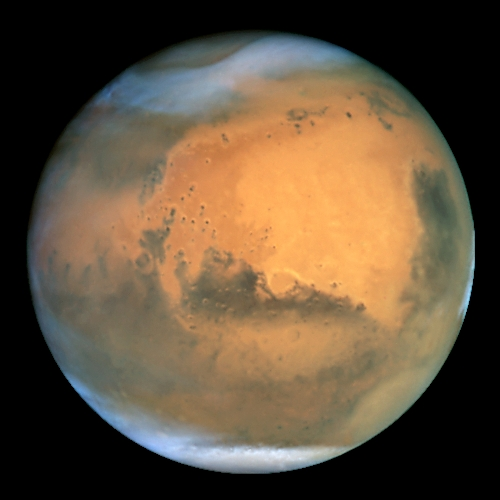
O fotografie a planetei Marte capturată de telescopul spațial Hubble în 26 iunie 2001

În seria de romane Spațiul Cunoscut scriitorul Larry Niven a imaginat marțieni umanoizi cu o cultură materială primitivă care populează un mediu natural de praf roșu și acid azotic și pentru care apa este letală. În romanul Protector (1973) un om pe nume Jack Brennan se aliază cu o specie umanoidă xebofobă și nemiloasă numită Pak. Dorind să preîntâmpine viitoare amenințare a descendenților rasei Pak la adresa umanității, Brennan pune la cale un genocid marțian prin trimiterea unui uriaș asteroid de gheață care să se ciocnească de suprafața planetei Marte.
În romanul Colossus and the Crab (1977) al lui Dennis Feltham Jones viața pe Marte a precedat viața de pe Pământ, dar s-a confruntat cu un proces de involuție pe măsură ce condițiile de viață de pe planetă s-au înrăutățit.
Coloniștii umani din filmul Fantomele de pe Marte (2001) se luptă cu marțienii în încercarea de a cuceri planeta Marte.

### Marțienii ca ființe cu puteri supranaturale
David Starr, Space Ranger al lui Isaac Asimov, primul roman din seria Lucky Starr, prezintă o rasă de marțieni care s-a retras în vastele caverne subterane artificiale cu jumătate de milion de ani în urmă. Acești marțieni sunt ființe imateriale, telepatice, pașnice, dar curioase cu privire la umanitate. Ei au acces la tehnologii avansate complet de neînțeles pentru ființele umane, cum ar fi generatoarele de scuturi personale de energie cun aspectul unor măști materiale.